# Chema Madoz
Chema Madoz (Madrid, 1958) és un fotògraf espanyol.
Es va formar a la Universitat Complutense de Madrid. Ha realitzat nombroses exposicions individuals, tant a Espanya com a l'estranger, i la seva obra és molt respectada per la crítica. Amant del blanc i negre, la seva obra recull imatges extretes d'hàbils jocs d'imaginació, en els quals perspectives i textures teixeixen les seves imatges.
L'any 2000 va rebre el Premi Nacional de Fotografia i el Premi PHotoEspaña, el 2011 el Bartolomé Ros i el 2014 el Premio Nacional de Fotografía Piedad Isla, i el 2019 li va ser atorgada la Medalla d'Or al Mèrit en les Belles Arts.
El desembre de 2019 va inaugurar al Pabellón Villanueva de Madrid una exposició quasi retrospectiva, ja que, a més de reunir 62 fotografies de l'artista produïdes entre 1982 i 2018, també mostrava una 
selecció d'objectes personals del seu taller que ajuden a relatar la manera com es desenvolupa el procés creatiu de l'autor. La Fábrica en va publicar un llibre, amb el mateix títol de l'exposició i amb un recull de 40 fotografies.